# 23-я добровольческая горнопехотная дивизия СС «Кама» (2-я хорватская)
23-я добровольческая горнопехотная дивизия СС «Кама» (2-я хорватская) (нем. 23. Waffen-Gebirgs-Division der SS Kama (kroatische Nr. 2), хорв. 23. oružana gorska divizija SS-a „Kama”) — горнопехотная дивизия войск СС нацистской Германии, сформированная из хорватских и боснийских мусульман и существовавшая де-факто с июня по октябрь 1944 года. Должности командиров в дивизии занимали этнические немцы. Название дивизии «Кама» было взято в честь названия традиционного для балканских мусульман кинжала с изогнутым клинком, который носили пастухи. Ядром дивизии были бывшие военнослужащие 13-й добровольческой горнопехотной дивизии СС «Ханджар». Процесс создания дивизии не был завершён.
Части дивизии участвовали в боях против советских войск на юге Венгрии в начале октября 1944 года вместе с силами 31-й добровольческой гренадерской дивизии СС. Вскоре дивизию сняли с фронта и отправили в Независимое государство Хорватия (марионеточное государство Третьего рейха), где личный состав 23-й дивизии СС должен был перейти в состав 13-й дивизии СС «Ханджар». 17 октября 1944 года в 23-й дивизии СС вспыхнул мятеж, который был подавлен, однако 31 октября дивизия формально была распущена.

## Предыстория
После вторжения стран оси в Королевство Югославия, начавшегося 6 апреля 1941 года, глава хорватского ультранационалистического и фашистского движения усташей Анте Павелич, находившийся в изгнании в Италии и пользовавшийся покровительством Бенито Муссолини, был назначен поглавником так называемого Независимого государства Хорватия (хорв. Nezavisna Država Hrvatska, сокращённо НГХ), провозглашённого усташами на территории Югославии. В состав НГХ вошли почти вся территория современной Хорватии, вся территория современной Боснии и Герцеговины и часть Сербии. Новое государство, по мнению историков, являлось «итало-германским квази-протекторатом». После прихода к власти усташи организовали геноцид сербов, выселения и насильственное обращение в католичество православных сербов, живших на территориях, включённых в состав НГХ, особенно от этого пострадала Сербская православная церковь.
Несмотря на уверения со стороны Анте Павелича в отношении мусульман НГХ о равенстве их в правах с хорватами-католиками, многие мусульмане были недовольны правлением усташей. Лидеры мусульман обвиняли власти в том, что те не позволяли мусульманам занимать руководящие посты в государственных органах. К началу 1942 года на территории НГХ шла война с участием трёх сторон — усташей, югославских четников и коммунистических партизан. Некоторые отряды усташей сжигали мусульманские деревни и убивали местное население, обвиняя их в пособничестве коммунистам. Четники совершали те же самые преступления против мусульман, которых обвиняли в сотрудничестве с усташами и в массовых убийствах сербов. Небольшую поддержку мусульманам оказывало Хорватское домобранство — регулярные войска НГХ, которые для немцев не представляли никакой боевой ценности. Создавались местные отряды самообороны, однако их сила также была ограничена, а у отряда Хорватского домобранства, известного как Легион Хаджифендича и ведомого Мухамеддом Хаджиефендичем, и вовсе не было значимости.
Бошняки искали помощи и независимости от НГХ, рассматривая немецкую поддержку как средство к достижению этих целей. Многие боснийские мусульмане были настроены дружественно к Германии и одобрительно высказывались об эпохе существования Австро-Венгрии, когда Босния и Герцеговина была в её составе. Павелич расценивал это как угрозу территориальной целостности НГХ. К ноябрю 1942 года отчаявшиеся лидеры боснийских мусульман отправили открытое письмо Адольфу Гитлеру с просьбой включить Боснию и Герцеговину в состав нацистской Германии, но фюрер не поддержал эту идею, опасаясь создать проблемы для Павелича. Рейхсфюрер СС Генрих Гиммлер был настроен более оптимистически, рассчитывая призвать в войск СС мусульманское население НГХ, и в начале 1943 года Гитлер подписал распоряжение об образовании первой дивизии СС, куда будут призываться представители негерманских народов — ею стала 13-я горнопехотная дивизия СС «Ханджар» (1-я хорватская). Её личный состав набирался преимущественно из мусульманского населения НГХ.

## История
Немцы хотели образовать вторую дивизию СС из боснийских мусульман. Генрих Гиммлер планировал расширить масштабы призыва на Балканах в войска СС, для чего ему было необходимо создать два корпуса из двух дивизий, один из которых должен был действовать в Боснийском регионе Независимого государства Хорватия, а второй — в Албании. Эти же корпуса могли совместно действовать с 7-й добровольческой горнопехотной дивизией СС «Принц Ойген» (она состояла из югославских фольксдойче), а в перспективе они бы создали Балканскую горную армию СС численностью в пять дивизий. 28 мая 1944 года Адольф Гитлер дал своё формальное согласие на образование 23-й дивизии СС, и 10 июня началось формирование нового воинского подразделения. Обучение планировалось завершить к концу 1944 года. Гиммлер, следуя совету командира 13-й горнопехотной дивизии СС «Ханджар», бригадефюрера СС и генерал-майора войск СС Карла Густава Зауберцвейга, выбрал в качестве места обучения личного состава дивизии регион Бачка, ранее принадлежавший Югославии и аннексированный Венгрией. Зауберцвейг был убеждён, что усташи бы подорвали мораль призывников, если бы обучение дивизии проходило в НГХ. Дивизия получила название «Кама» в честь небольшого кинжала, который носили балканские пастухи.
13-я дивизия СС получила приказ предоставить личный состав для прохождения обучения и службы в новой дивизии. Командиром дивизии войск СС «Кама» был назначен штандартенфюрер СС Гельмут Райтель, командовавший ранее 28-м горным полком СС в 13-й дивизии СС. Однако образование новой дивизии было отложено до 19 июня из-за начавшейся операции «Полная луна», в которой участвовали значительные силы 13-й дивизии СС. 21 июня Гиммлер произвёл Зауберцвейга в группенфюреры СС и генерал-лейтенанты войск СС, назначив его командиром 9-го горного корпуса войск СС (хорватского), который формировался в Бачальмаше, где была расквартирована и 18-я добровольческая моторизованная дивизия СС «Хорст Вессель». 23 июня 54 старших офицера, 187 младших офицеров и 1137 солдат личного состава 13-й дивизии СС, которые были отобраны для перевода в 23-ю дивизию СС «Кама», были собраны в местечке Бошняци (Посавинская жупания Независимого государства Хорватия) и отправились в Бачку 15 июля. Среди них были по три младших офицера из каждой роты 13-й дивизии СС и одного кавалерийского эскадрона, по одной батарее от каждого артиллерийского батальона и военнослужащие вспомогательных частей. Присутствовали также немецкие офицеры запаса из формирований войск СС. Зона действия дивизии располагалась вдоль Большого Бачского канала, с гарнизонами в городах Сенттамаш и Кула и по другой стороне дороги Сомбор — Вербас.
Планировалось набрать 10 тысяч человек из числа мусульманских призывников 1926 и 1927 годов рождения (с некоторым исключениями) и мусульман, служивших в воинских формированиях НГХ. Мусульманских призывников передавало правительство НГХ немецкому командованию, которое направляло их в пункты вербовки войск СС в Сомборе и Бошняцах. Планировалось, что к 15 сентября 1944 года завершится набор добровольцев, однако уже в середине августа обергруппенфюрер СС Готтлоб Бергер направил Гиммлеру сообщение, в котором выразил недовольство тем, что большая часть мусульманских призывников идеологически не готова к службе в дивизии, и попросил принять в 23-ю дивизию СС хорватов-католиков. В сентябре 1944 года во время визита Павелича к Гитлеру министр обороны НГХ Джуро Груйич сообщил немцам, что призвать ещё 5 тысяч человек будет трудно, поскольку дивизия и так не превышала 5 тысяч человек. Чтобы как-то восполнить численность дивизии, немцы призвали фольксдойче из Хорватии и Венгрии в дивизию в качестве переводчиков.
К 10 сентября в дивизии было 126 старших офицеров, 374 младших офицера и 3293 солдата: офицерами были немцы, солдатами — бошняки. Ожидалось, что дивизия должна уже была достичь численности в 19 тысяч человек. Однако к моменту завершения обучения солдат в Венгрии боевой дух дивизии стремительно падал, поскольку ход войны уже складывался не в пользу Германии. Среди призывников пошли слухи, что немцы попросту уйдут с Балкан и заставят мусульман воевать в одиночку против войск антигитлеровской коалиции. Участились случаи дезертирства из 13-й дивизии СС, и Зауберцвейг предложил разоружить бошняков в обеих дивизиях, с целью чего 18 сентября отправился к Гиммлеру. Однако тот предложил перевести 2 тысячи бошняков из 23-й дивизии СС в зону действия 13-й дивизии СС и тем самым реорганизовать обе дивизии. Воинские формирования 13-й дивизии СС были переданы под контроль 9-го горного корпуса войск СС (хорватского), отправившегося в Боснию. 24 сентября было принято решение об окончательном прекращении формирования 23-й дивизии СС, а оберфюреру СС Густаву Ломбарду, командовавшему дивизией, было приказано образовать новую пехотную дивизию СС из немецкого личного состава и с вооружением 23-й дивизии СС, а для пополнения состава призвать фольксдойче Венгрии. Бошняков же планировалось отправить по железной дороге в район Градиште — Жупаня — Бошняци, чтобы создать там новую дивизию «Кама».
Командование 9-го горного армейского корпуса войск СС (хорватского) покинуло Венгрию и 3 октября 1944 года прибыло в деревню Андрияшевци около Винковцев. 7 октября был образован оперативный штаб. Бошняки же не ушли сразу из Бачки, оставаясь вместе с личным составом 31-й добровольческой гренадерской дивизии СС под командованием Ломбарда. Тем временем Красная Армия продолжила продвигаться на территорию Венгрии, и 9 октября командир войск СС в Венгрии отправил телеграмму командованию 9-го горного корпуса с сообщением, что 31-я добровольческая гренадерская и остатки 23-й горнопехотной дивизий СС вступили в бой. Боснийские части были дислоцированы вдоль побережья реки Тиса в составе боевой группы «Зюр», чтобы задержать советские войска. Вследствие этого отзыв бошняков в НГХ был отложен.
Бошняки вскоре отступили из Венгрии и отправились в расположение 13-й дивизии СС, однако 17 октября 1944 года среди личного состава произошёл бунт. Хотя Райтель подавил его, бунт уже означал, что реорганизация 23-й дивизии СС стала невозможной. Незначительная часть лояльных бошняков отправилась в резерв 13-й дивизии СС, а 31 октября 1944 года 23-я горнопехотная дивизия СС «Кама» окончательно прекратила существование. Формально она считается существовавшей, несмотря на короткий срок существования, и включается в число 38 дивизий войск СС. 23-й номер дивизии был передан добровольческой моторизованной дивизии СС «Недерланд» (1-й голландской), Райтель возглавил 11-й горнопехотный полк СС «Рейнхард Гейдрих» в составе 6-й горнопехотной дивизии СС «Норд», воевавшей против Армии США на юге Германии в конце войны.

## Структура
Окончательный состав дивизии включал следующие подразделения:
- 55-й добровольческий горнопехотный полк СС (3-й хорватский) (нем. Waffen-Gebirgsjäger-Regiment der SS 55 (3. kroatisch))
- 56-й добровольческий горнопехотный полк СС (4-й хорватский) (нем. Waffen-Gebirgsjäger-Regiment der SS 56 (4. kroatisch))
- 23-й добровольческий горноартиллерийский полк СС (нем. Waffen-Gebirgs-Artillerie-Regiment der SS 23), четыре батальона
- 23-е дивизионное подразделение СС (нем. Divisionseinheiten 23)
- 23-й разведывательный батальон СС
- 23-й противотанковый батальон СС
- 23-й сапёрный батальон СС
- 23-й батальон связи СС
- 23-й батальон поддержки дивизии СС
- 23-й санитарный батальон СС
- 23-й батальон запаса СС

В составе дивизии также были рота мастерской, рота ветеринаров и хозяйственное управление.

## Униформа
Тактическим знаком дивизии являлось стилизованное изображение астрономического знака Солнца в венце из 16 лучей на геральдическом щите-тарче — это солнце напоминало Вергинскую звезду, символ Александра Македонского. Солдаты во время своего обучения в Бачке летом 1944 года носили тропическую униформу цвета хаки с шортами. Головным убором была феска M43 войск СС: серого цвета для полевой формы, красного цвета для парадной формы. Большая часть личного состава носила старые петлицы 13-й дивизии СС с изображением руки, сжимающей саблю, над свастикой. Подобную униформу носили и некоторые военнослужащие, ушедшие в 31-ю добровольческую гренадерскую дивизию СС в октябре 1944 года.

## Командиры
- штандартенфюрер СС Гельмут Райтель[англ.] (1 июня — 28 сентября 1944)
- оберфюрер СС Густав Ломбард (28 сентября — 1 октября 1944)

### Книги
- Дробязко С., Романько О, Семенов К. Иностранные формирования Третьего рейха. — М.: АСТ, 2011. — 832 с. — ISBN 978-5-17-070068-4.
- П. Эббот, Н. Томас. Союзники Германии на Восточном фронте. 1941—1945 гг.. — АСТ, 2002. — 64 с. — ISBN 5-17-008681-4.
- John Keegan. Waffen SS: The Asphalt Soldiers. — London: Pan/Ballantine, 1970. — ISBN 978-0-345-09768-2.
- George Lepre. Himmler's Bosnian Division: The Waffen-SS Handschar Division 1943–1945. — Atglen, Philadelphia: Schiffer Publishing, 1997. — ISBN 978-0-7643-0134-6.
- Rudolf Pencz. For the Homeland: The 31st Waffen-SS Volunteer Grenadier Division in World War II. — Mechanicsburg, Philadelphia: Stackpole Books, 2010. — ISBN 978-0-8117-3582-7.
- Stephen Rusiecki. In Final Defense of the Reich: The Destruction of the 6th SS Mountain Division "Nord". — Annapolis, Maryland: Naval Institute Press, 2011. — ISBN 978-1-59114-744-2.
- George H. Stein. The Waffen SS: Hitler's Elite Guard at War, 1939–45. — Ithaca, New York: Cornell University Press, 1984. — ISBN 978-0-8014-9275-4.
- Georg Tessin, Norbert Kannapin, Brün Meyer. Waffen-SS und Ordnungspolizei im Kriegseinsatz 1939 - 1945. — Osnabrück: Biblio Verlag, 2000. — ISBN 978-3-7648-2471-6.
- Jozo Tomasevich. War and Revolution in Yugoslavia, 1941–1945: Occupation and Collaboration. — San Francisco: Stanford University Press, 2001. — ISBN 978-0-8047-3615-2.
- Gordon Williamson. The SS: Hitler's Instrument Of Terror. — St Paul, Minnesota: Zenith Press, 2004. — ISBN 978-0-7603-1933-8.

### Документы
- Military Intelligence Division. Special Series No.21, German Mountain Warfare. — Carlisle, Pennsylvania: United States Army Military History Institute, 1944.